# Regimiento Escuela Policía Militar N.º 1 (Bolivia)
El Regimiento Escuela Policía Militar N.º 1 «Capitán Saavedra» es una unidad del Ejército de Bolivia dependiente del Comando General del Ejército y con base en el Gran Cuartel de Miraflores, en la ciudad de La Paz. La misión de esta unidad es la ejecución de las tareas propias de la policía militar, además de prestar apoyo a la Policía Boliviana. Es también un centro de reclutamiento de conscriptos.